# Tintin och de blå apelsinerna
Tintin och de blå apelsinerna (franska: Tintin et les oranges bleues) är en fransk-spansk spelfilm från 1964. Det är den andra filmatiseringen av Hergés tecknade serie Tintins äventyr. Hergé skrev manuset i samarbete med bland andra René Goscinny, Asterix och Lucky Lukes skapare.
Detta var Félix Fernández sista film.[källa behövs]

## Handling
Professor Kalkyl presenterar i TV sin nyligen utgivna bok "Jorden svälter". Han uppmanar jordens vetenskapsmän att hitta en lösning på världshungern. Nästa dag får han brev och paket från hela världen. I ett paket från professor Antenor Zalamea ligger en blå apelsin. Tintin, Haddock och Kalkyl får veta att den märkliga frukten kan växa i öknen, och skulle därför kunna lösa världshungern.
Efter att apelsinen blir stulen under ett inbrott, beger sig de tre hjältarna till Valencia för att träffa Zalamea. Men han visar sig ha blivit kidnappad, och när Kalkyl kommer till Zalameas laboratorium för att undersöka en kruka med blå apelsiner blir även han kidnappad. 
Tintin och Haddock beger sig ut för att hitta sin vän och lösa mysteriet med de blå apelsinerna.

## Rollista (i urval)
| Figur             | Skådespelare       | Fransk röst                              | Spansk röst            |
| ----------------- | ------------------ | ---------------------------------------- | ---------------------- |
| Tintin            | Jean-Pierre Talbot | Jean-Pierre Talbot                       | Victor Agramunt        |
| Kapten Haddock    | Jean Bouise        | Jean Bouise                              | José Guardiola         |
| Professor Kalkyl  | Félix Fernández    | Alfred Pasquali                          | Félix Fernández        |
| Professor Zalamea | Ángel Álvarez      | Serge Nadaud                             | Manuel de Juan         |
| Dupont            | André Marié        | André Marié                              | Victor Ramírez         |
| Dupond            | Franky François    | André Marié                              | Victor Ramírez         |
| Bianca Castafiore | Jenny Orléans      | Jenny Orléans (tal) Micheline Dax (sång) | Irene Guerrero de Luna |
| Nestor            | Max Elloy          | Max Elloy                                | Manuel Aguilera        |
| Emir              | Barta Barri        | Marcel Dalio                             | Vicente Bañó           |
| Reporter i TV     | Pierre Desgraupes  | Pierre Desgraupes                        | Luis Maria Lasala      |

## Album
Det finns ett album baserat på filmen utgivet på franska och flamländska. Detta album består av foton från filmen med berättande text. Hergé var inte delaktig i skapandet av detta album.[källa behövs]